# 야목역
야목역(野牧驛, Yamok station)은 경기도 화성시 매송면 야목리에 위치한 수도권 전철 수인·분당선의 전철역이다. 1937년 8월 수인선 개통과 함께 영업을 개시하였다가 1996년 1월부터 여객 취급을 중지한 뒤, 2020년 9월 12일에 표준궤 복선 전철의 역으로 영업을 재개하였다. 이 역부터 어천역까지 지상 구간이다. 이 역과 사리역 사이에는 일부 지하 구간이 존재한다.

## 역사
- 1937년 8월 5일 : 정류장 등급으로 영업 개시[1]
- 1949년 7월 20일 : 여객 영업 재개 (당시 무배치간이역)[2]
- 1964년 7월 27일 : 배치간이역으로 승격[3]
- 1972년 7월 20일 : 무배치간이역으로 격하[4]
- 1996년 1월 1일 : 수인선 영업 중지 관계로 여객 취급 중지[5]
- 1996년 : 역사 철거
- 2015년 9월 4일 : 철도거리표에서 삭제[6]
- 2019년 10월 25일: 역명을 야목역으로 결정[7]
- 2020년 2월 2일 : 수원 - 한대앞 구간 종합시험운행[8]
- 2020년 5월 29일 : 철도거리표 사용개시에 따른 거리표 수정.[9]
- 2020년 9월 12일 : 수도권 전철 수인·분당선 개통

## 승강장
2면 5선의 쌍섬식 승강장으로 건설되었다.
| ↑ 어천               |
| \| ２ \| \| １ \| \| |
| 사리 ↓               |

승강장에는 스크린도어가 설치되어있다.
| 2 | ● 수도권 전철 수인·분당선 | 어천 · 수원 · 청량리 방면(또는 직통열차 대피시) |
| 2 | ● 수도권 전철 수인·분당선 | 어천 · 수원 · 청량리 방면                       |
| 1 | ● 수도권 전철 수인·분당선 | 사리 · 한대앞 · 인천 방면                       |
| 1 | ● 수도권 전철 수인·분당선 | 사리 · 한대앞 · 인천 방면(또는 직통열차 대피시) |

## 역 주변
- 서해안고속도로 매송휴게소

## 이용객 변동
2020년 자료는 개통일인 2020년 9월 12일부터 12월 31일까지인 111일 기준으로 집계한 것이다.
| 노선   | 노선 | 일평균 인원수 (명/일) | 일평균 인원수 (명/일) | 일평균 인원수 (명/일) | 일평균 인원수 (명/일) | 일평균 인원수 (명/일) | 일평균 인원수 (명/일) | 일평균 인원수 (명/일) | 일평균 인원수 (명/일) | 일평균 인원수 (명/일) | 일평균 인원수 (명/일) | 일평균 인원수 (명/일) | 일평균 인원수 (명/일) | 일평균 인원수 (명/일) | 일평균 인원수 (명/일) | 각주   |
| 노선   | 노선 | 2010년                | 2011년                | 2012년                | 2013년                | 2014년                | 2015년                | 2016년                | 2017년                | 2018년                | 2019년                | 2020년                | 2021년                | 2022년                | 2023년                | 각주   |
| ------ | ---- | --------------------- | --------------------- | --------------------- | --------------------- | --------------------- | --------------------- | --------------------- | --------------------- | --------------------- | --------------------- | --------------------- | --------------------- | --------------------- | --------------------- | ------ |
| 수인선 | 승차 | 미개통                | 미개통                | 미개통                | 미개통                | 미개통                | 미개통                | 미개통                | 미개통                | 미개통                | 미개통                | 172                   | 230                   | 348                   | 376                   | [ 10 ] |
| 수인선 | 하차 | 미개통                | 미개통                | 미개통                | 미개통                | 미개통                | 미개통                | 미개통                | 미개통                | 미개통                | 미개통                | 156                   | 190                   | 267                   | 301                   | [ 10 ] |

## 인접한 역
| 수인선                | 수인선                         | 수인선              |
| --------------------- | ------------------------------ | ------------------- |
| K248 어천 청량리 방면 | ● 수도권 전철 수인·분당선 완행 | K250 사리 인천 방면 |

## 사진

### 공사 당시

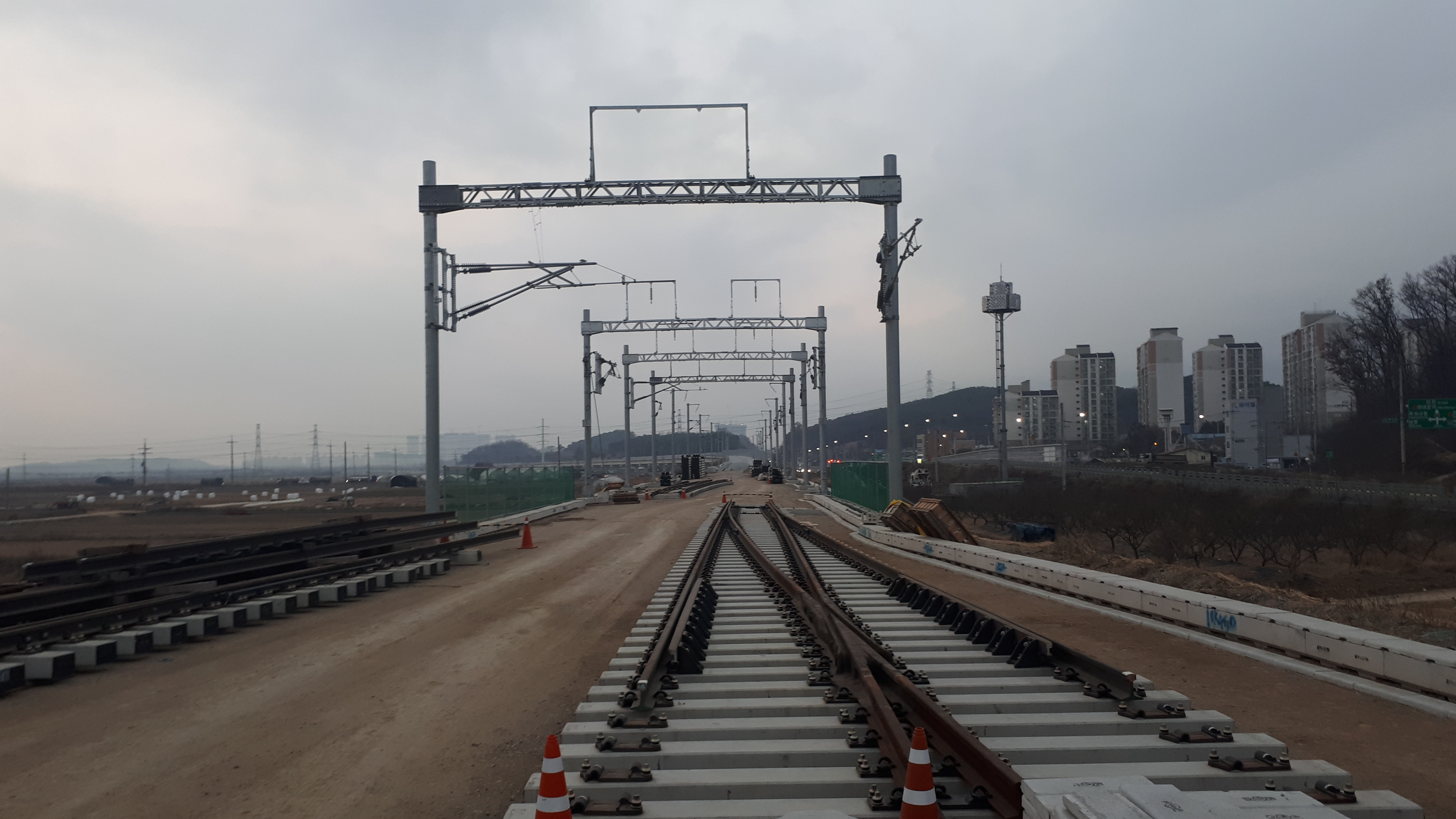
공사 당시 선로 모습 (2019년1월4일)
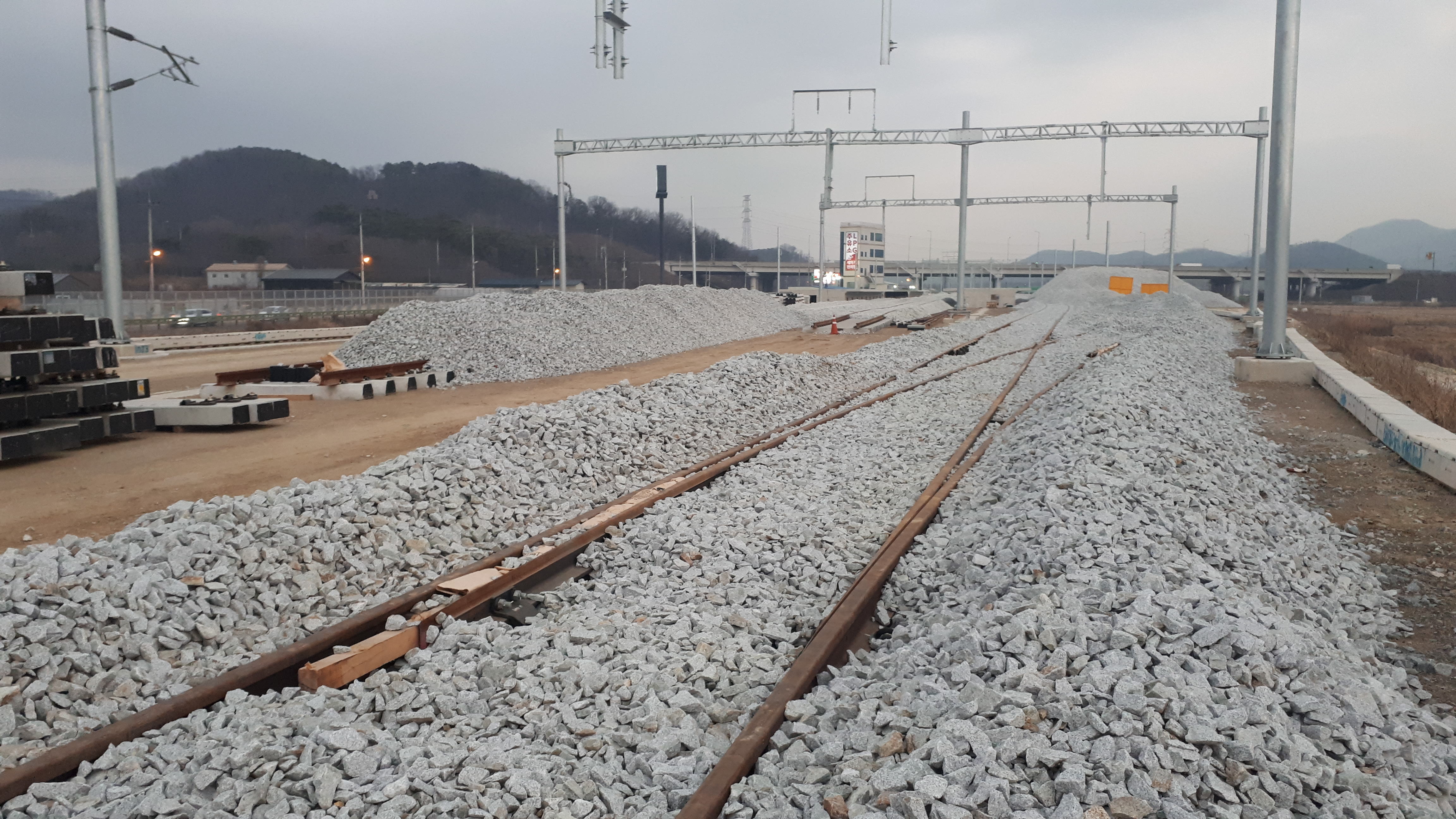
공사 당시 전경 (2019년1월4일)
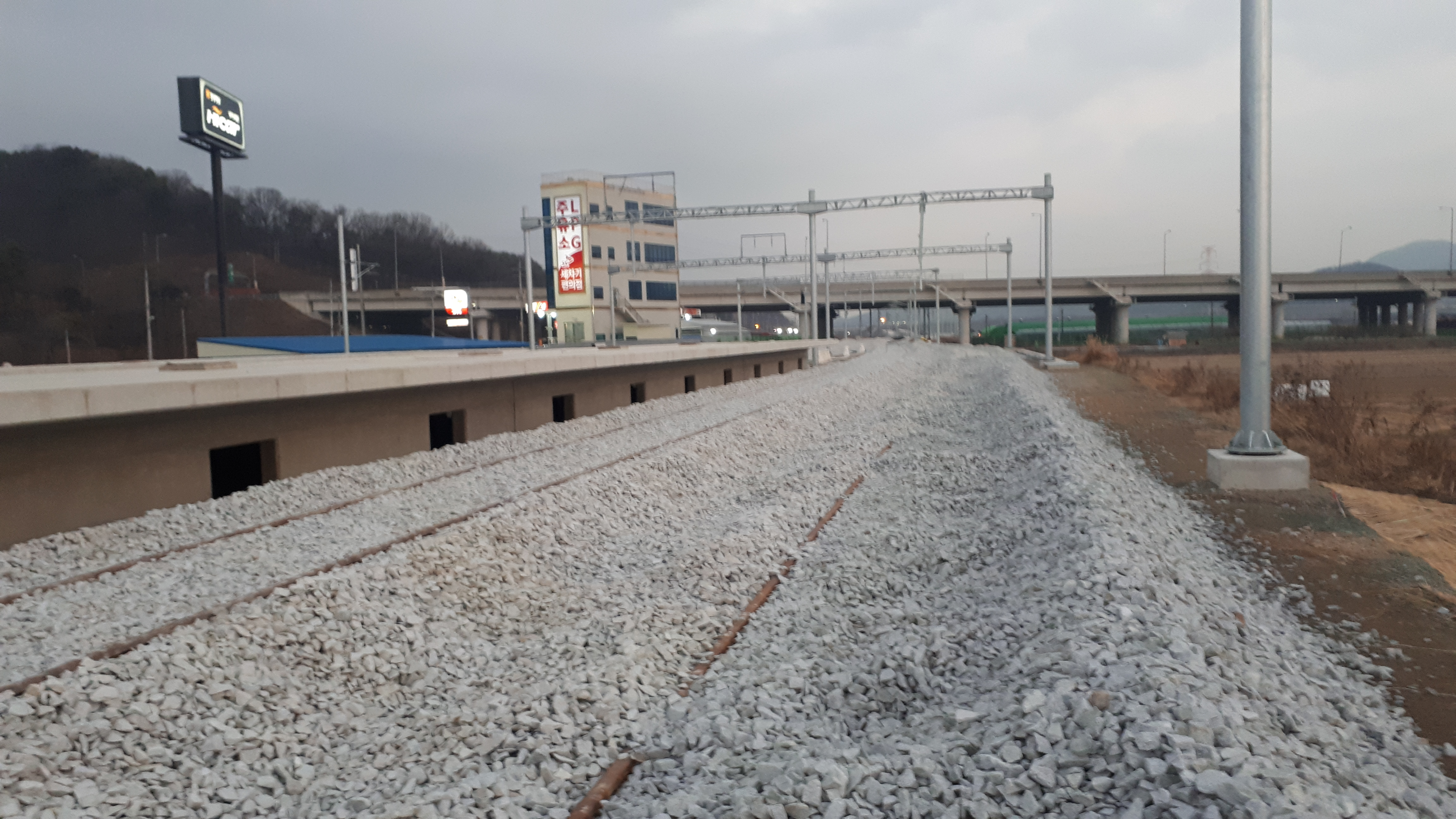
공사 당시 전경 (2019년1월4일)
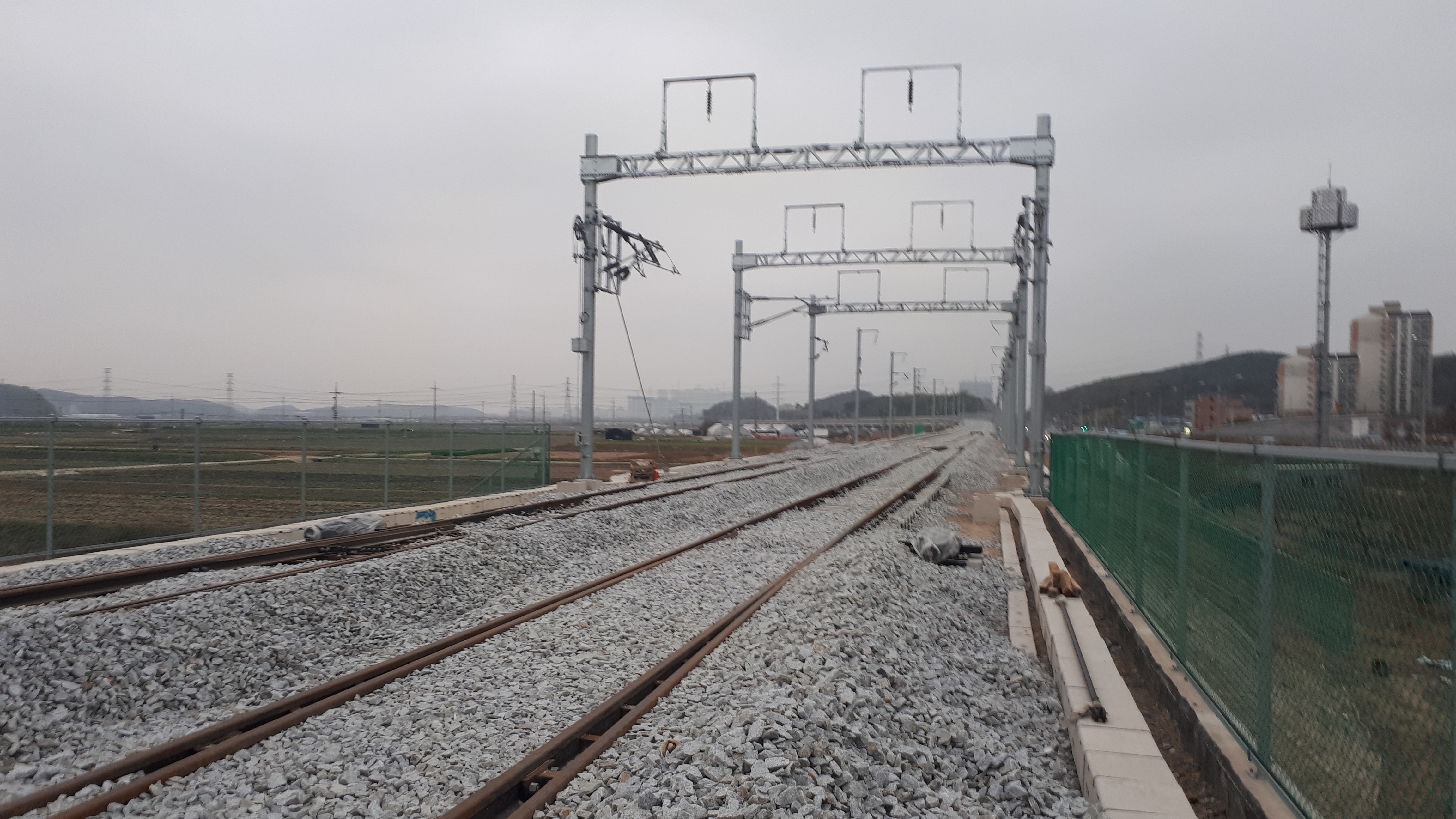
공사 당시 선로 모습 (2019년4월20일)
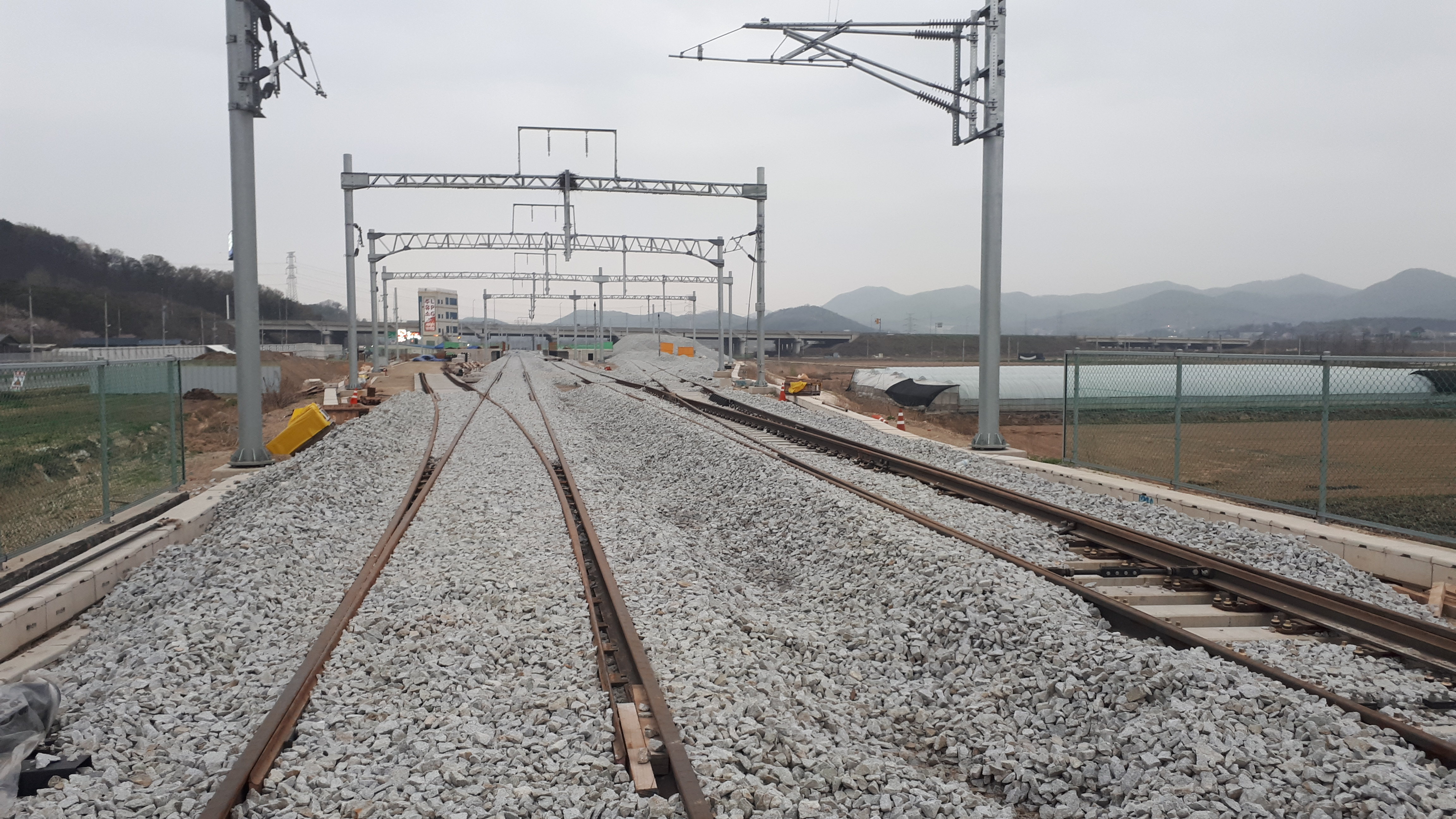
공사 당시 선로 모습 (2019년4월20일)
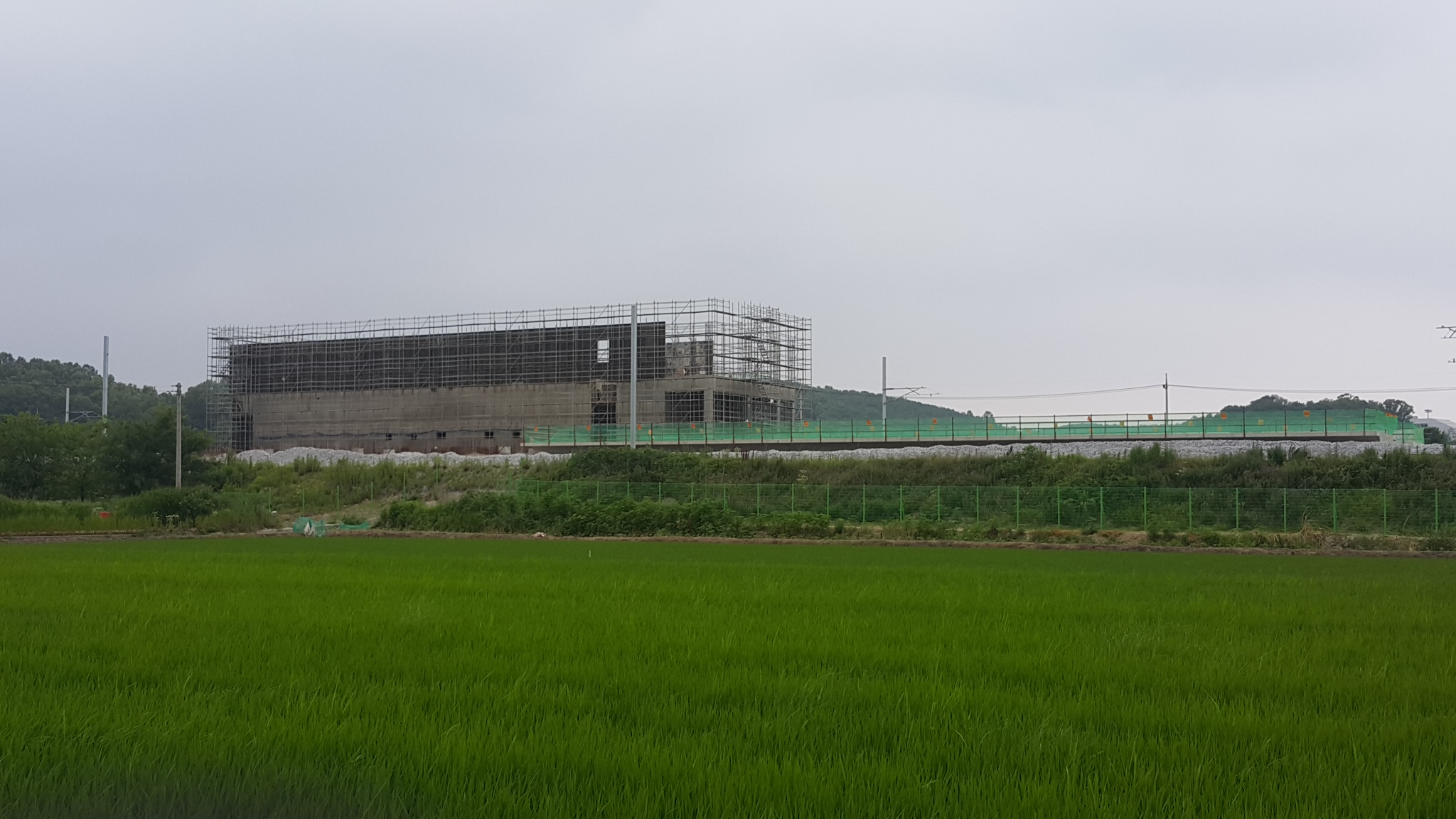
공사 당시 전경 (2019년6월30일)
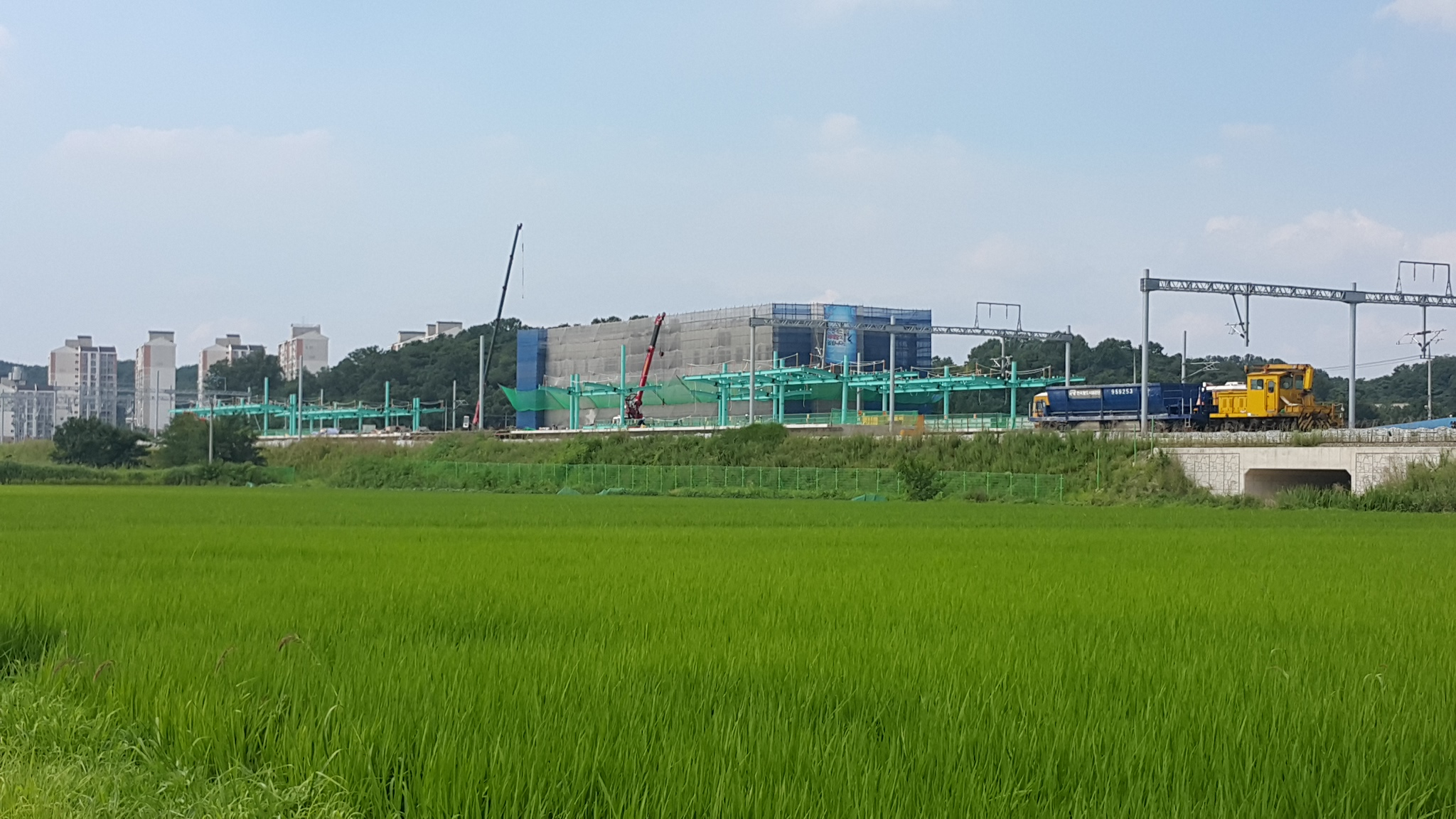
공사 당시 전경 (2019년8월10일)
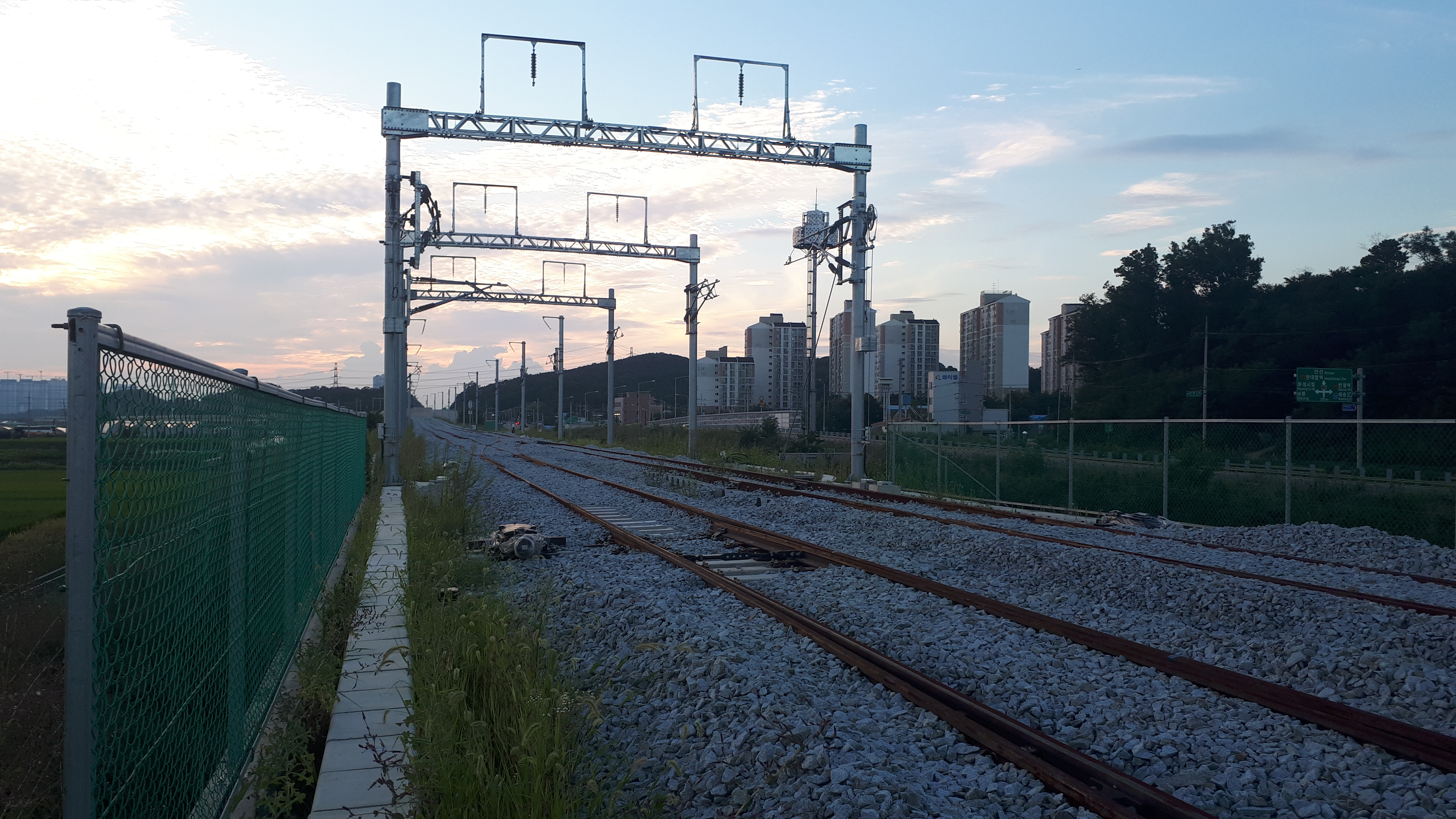
공사 당시 선로 모습 (2019년8월10일)
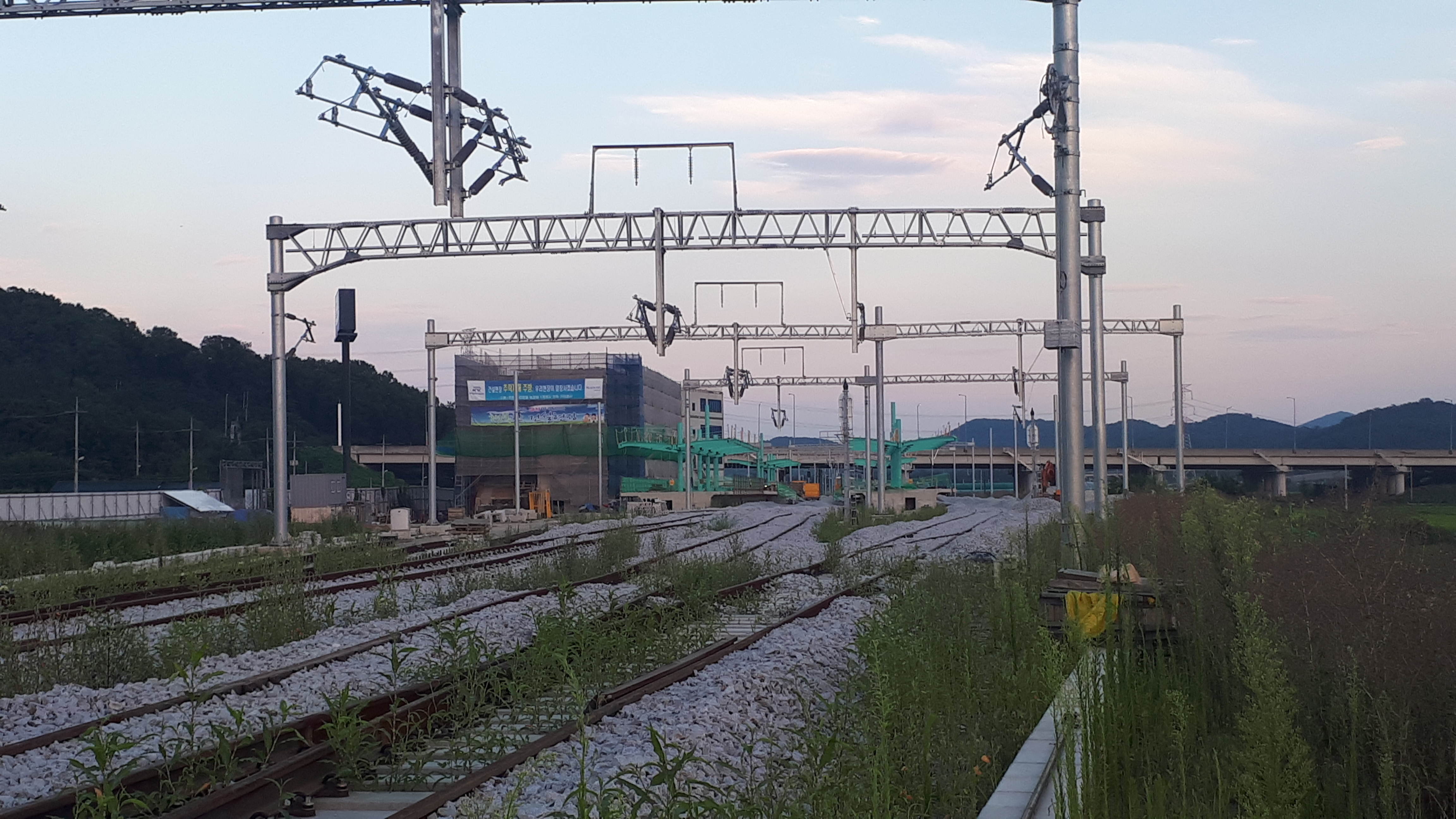
공사 당시 전경 (2019년8월10일)
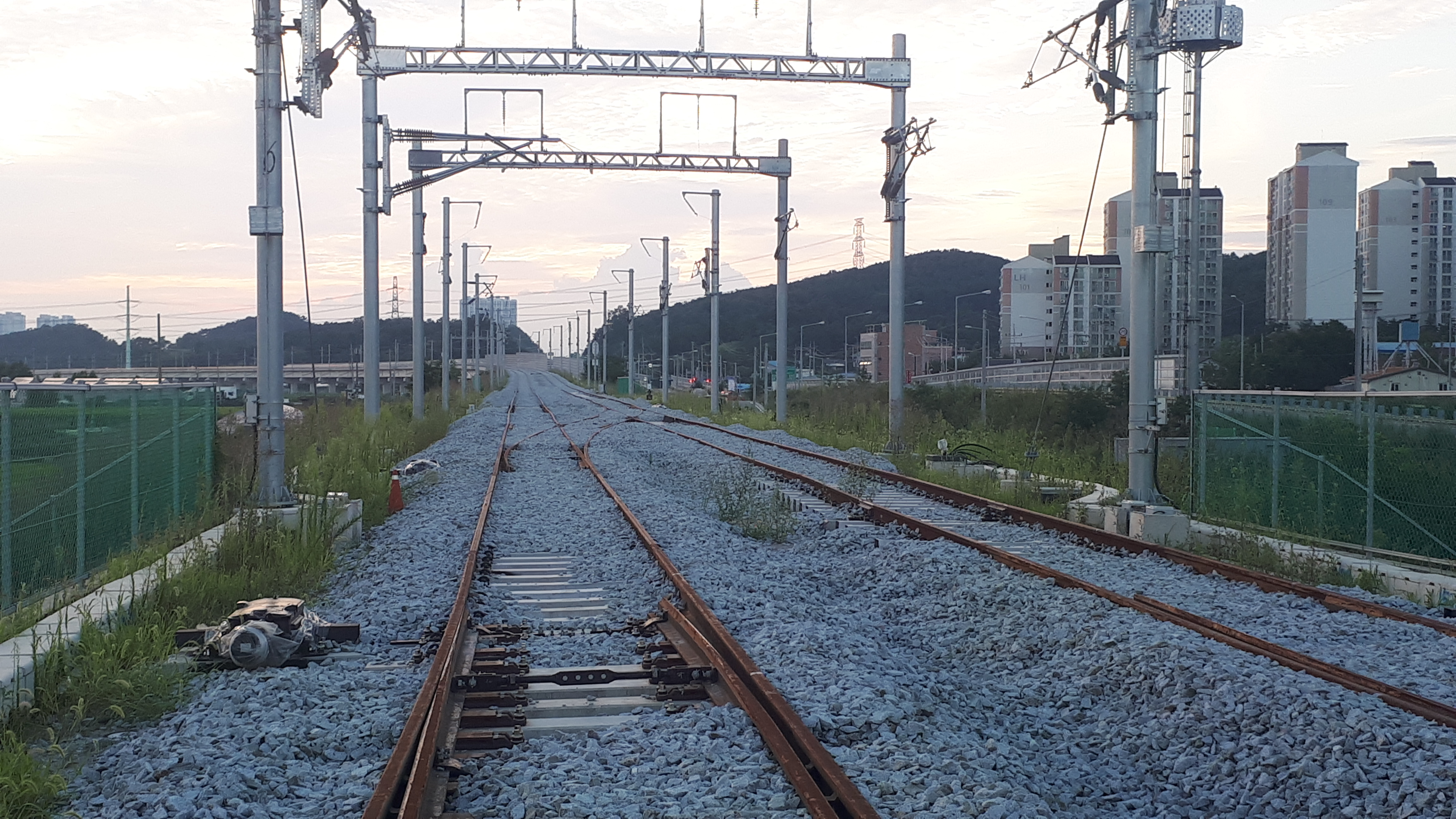
공사 당시 선로 모습 (2019년8월10일)
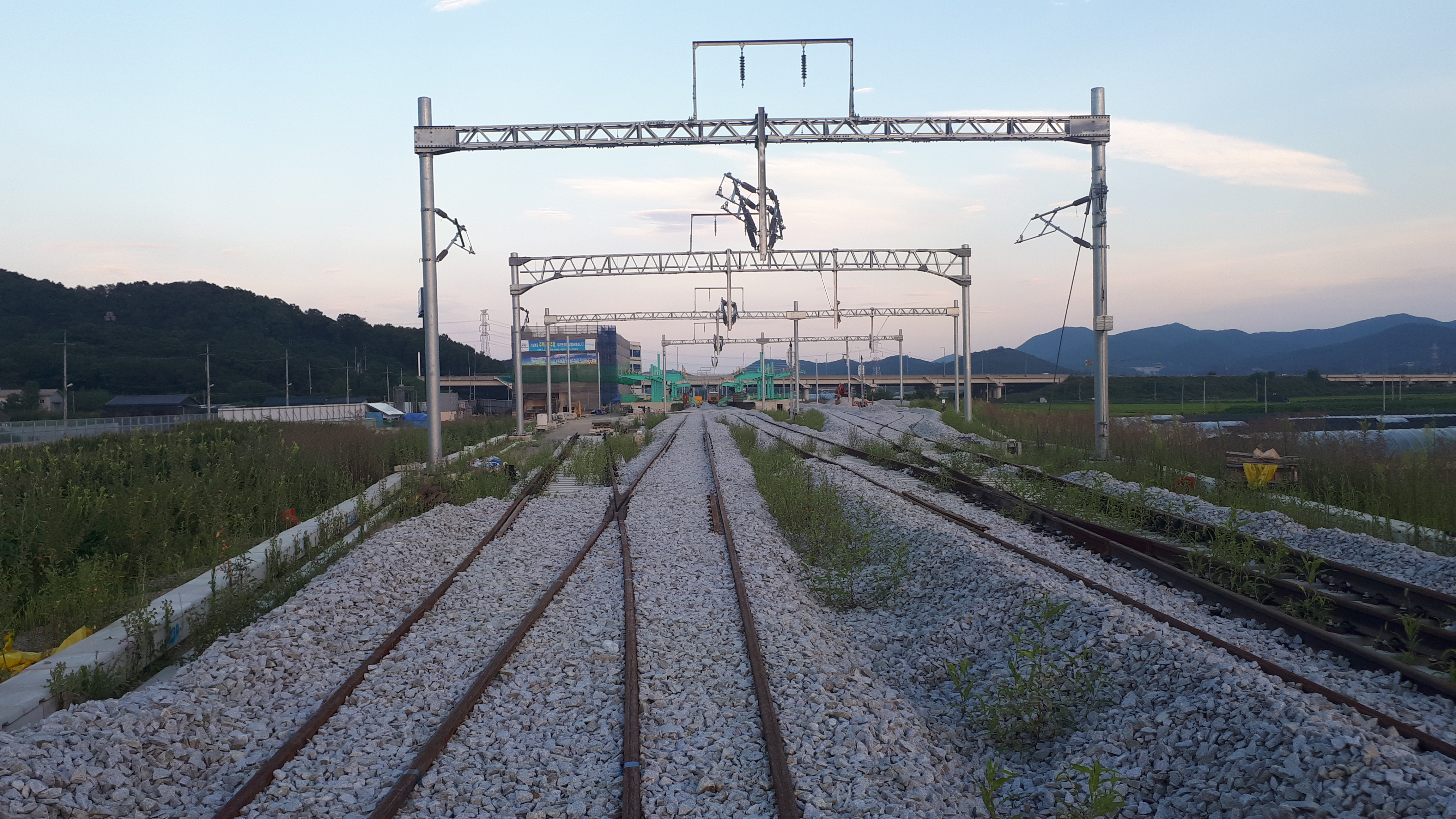
공사 당시 전경 (2019년8월10일)
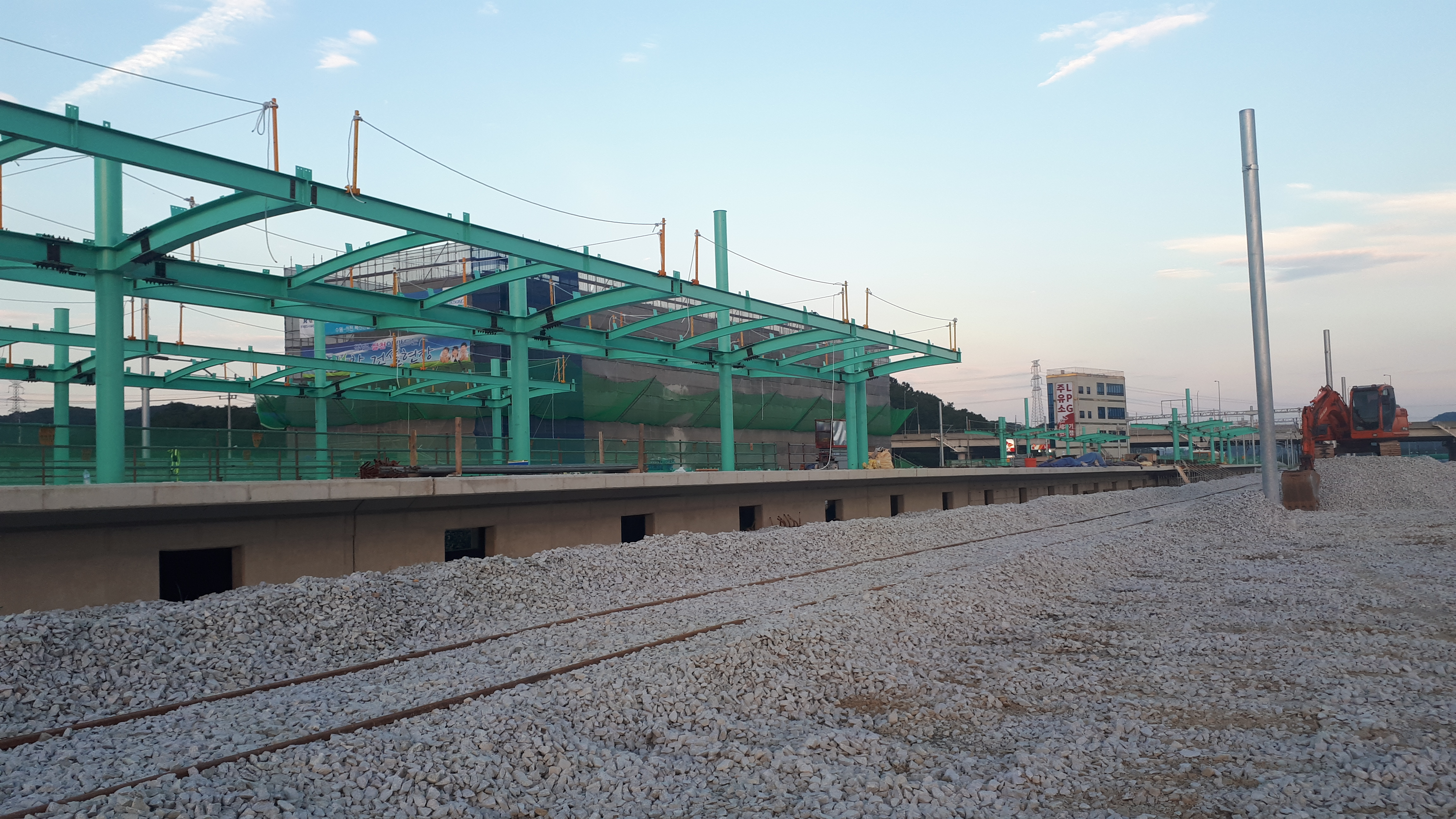
공사 당시 승강장 (2019년8월10일)
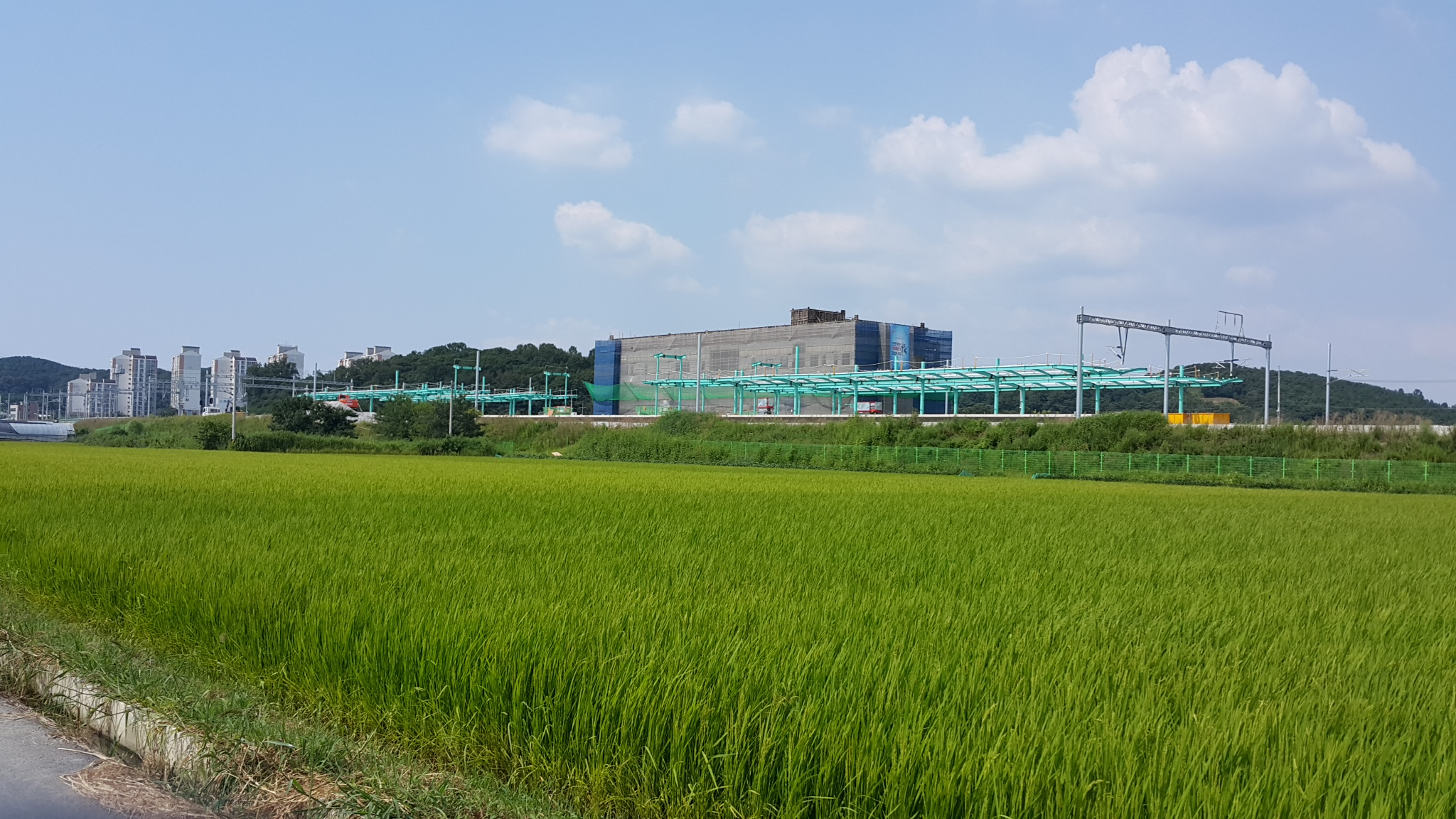
공사 당시 전경 (2019년8월25일)
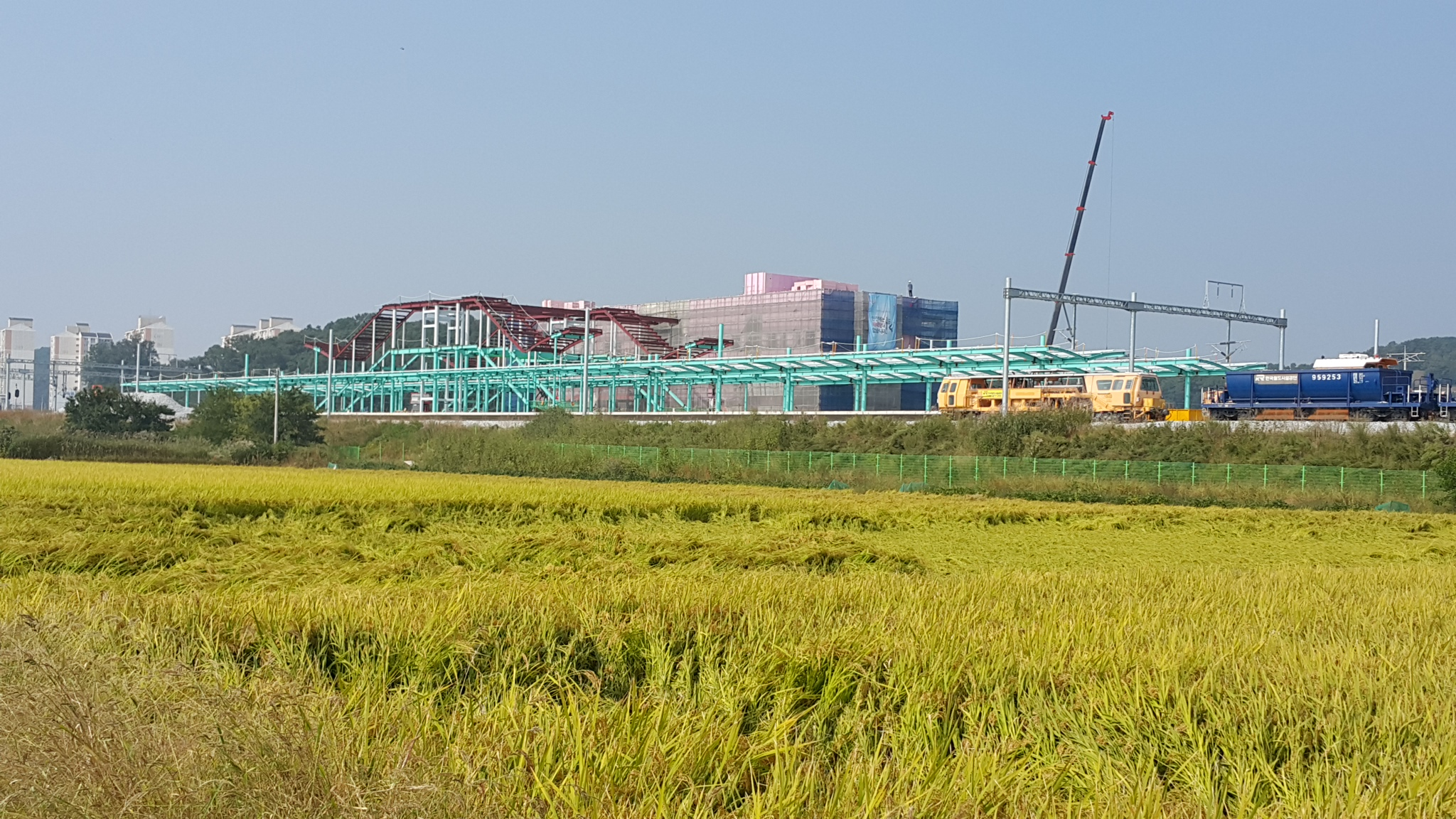
공사 당시 전경 (2019년9월30일)
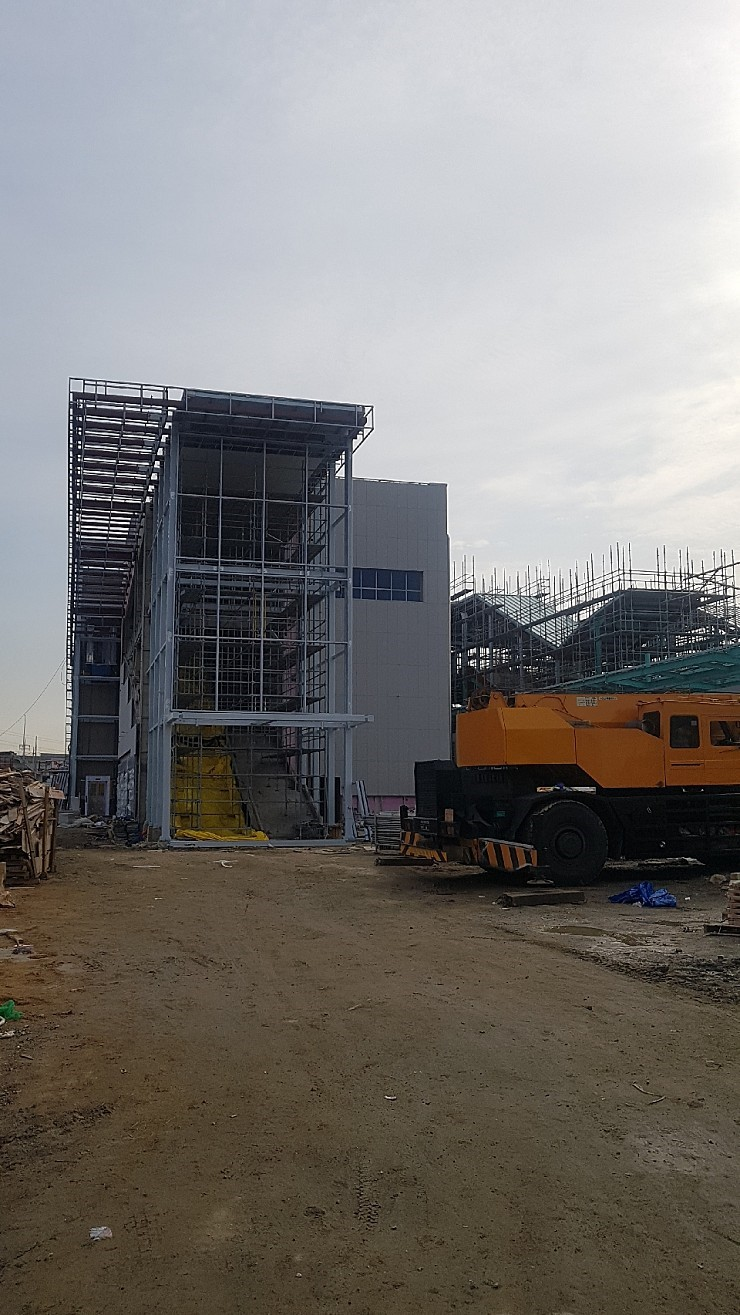
공사 당시 전경 (2019년11월24일)
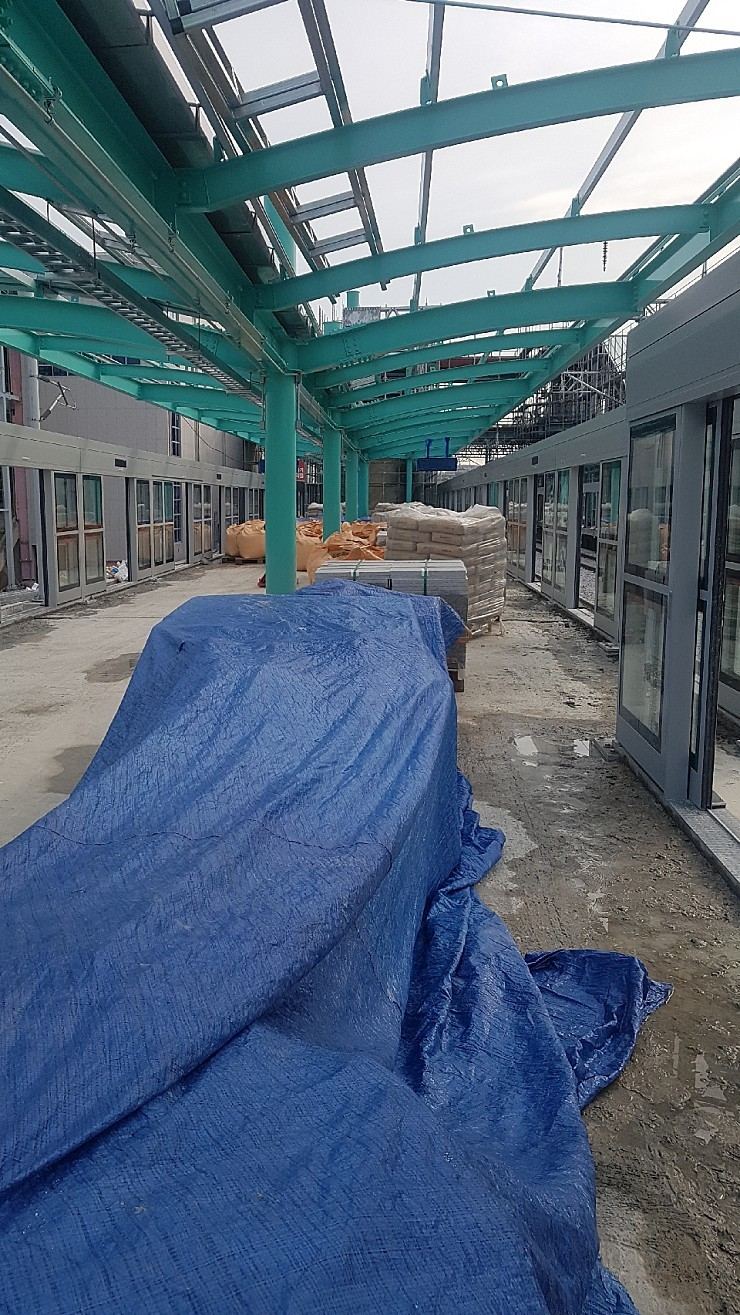
공사 당시 승강장 (2019년11월24일)
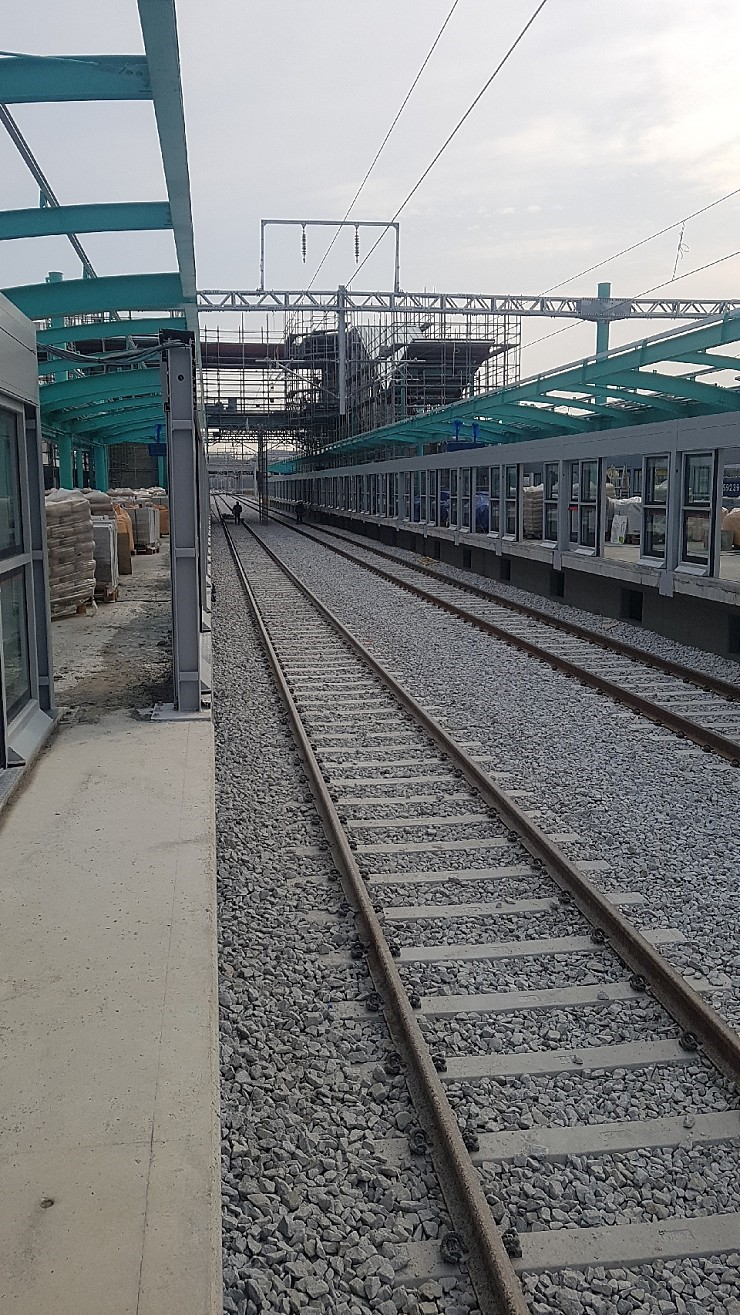
공사 당시 승강장 (2019년11월24일)
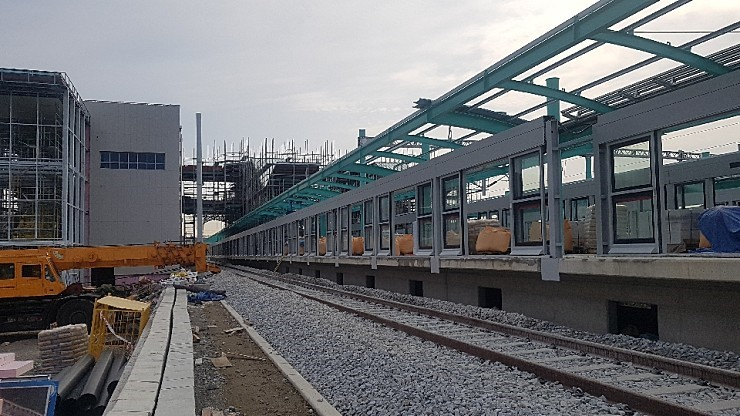
공사 당시 승강장 (2019년11월24일)
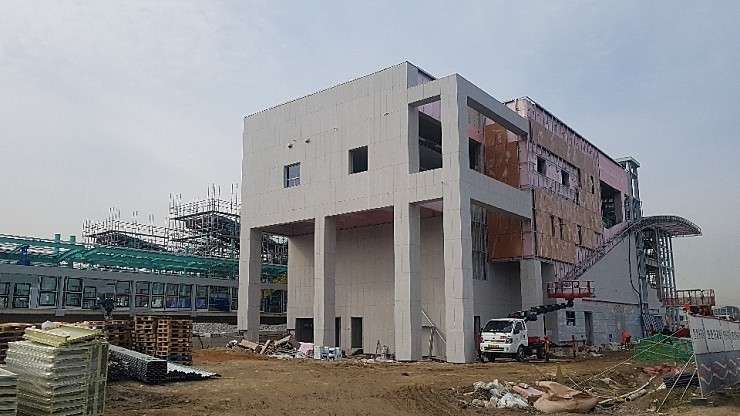
공사 당시 전경 (2019년11월24일)
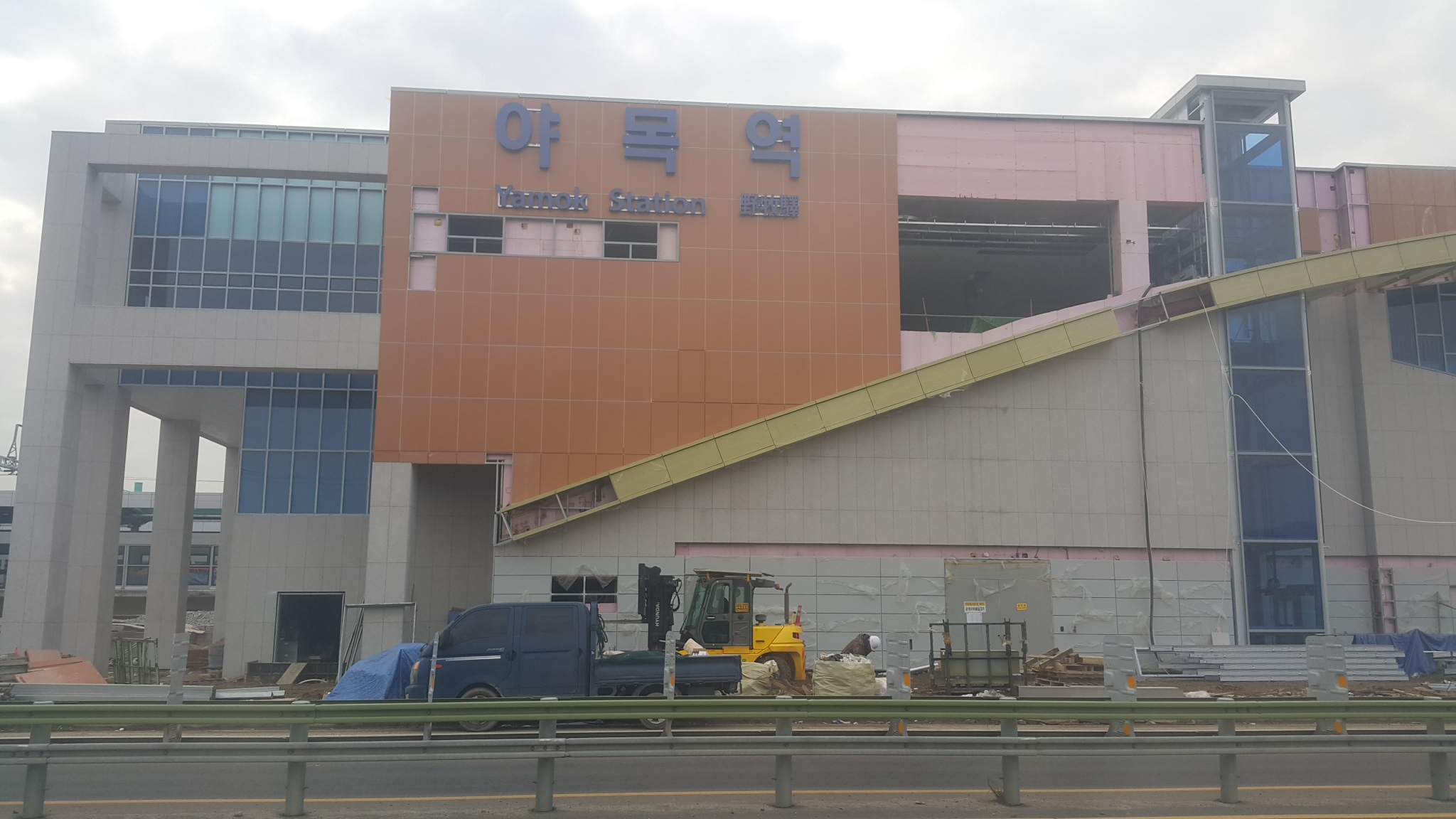
공사 당시 역사 (2019년 12월 25일)

### 완공 후

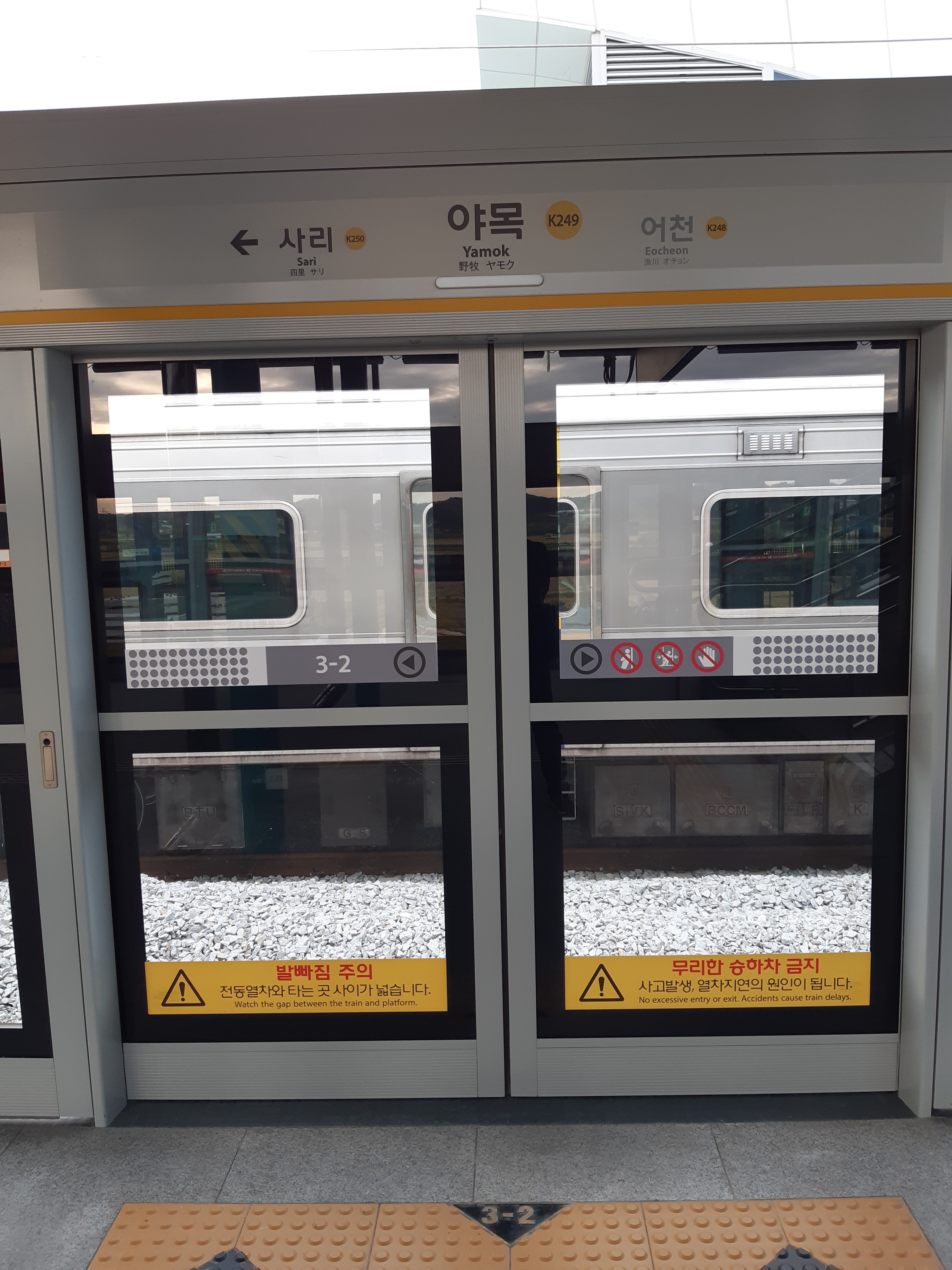
스크린도어
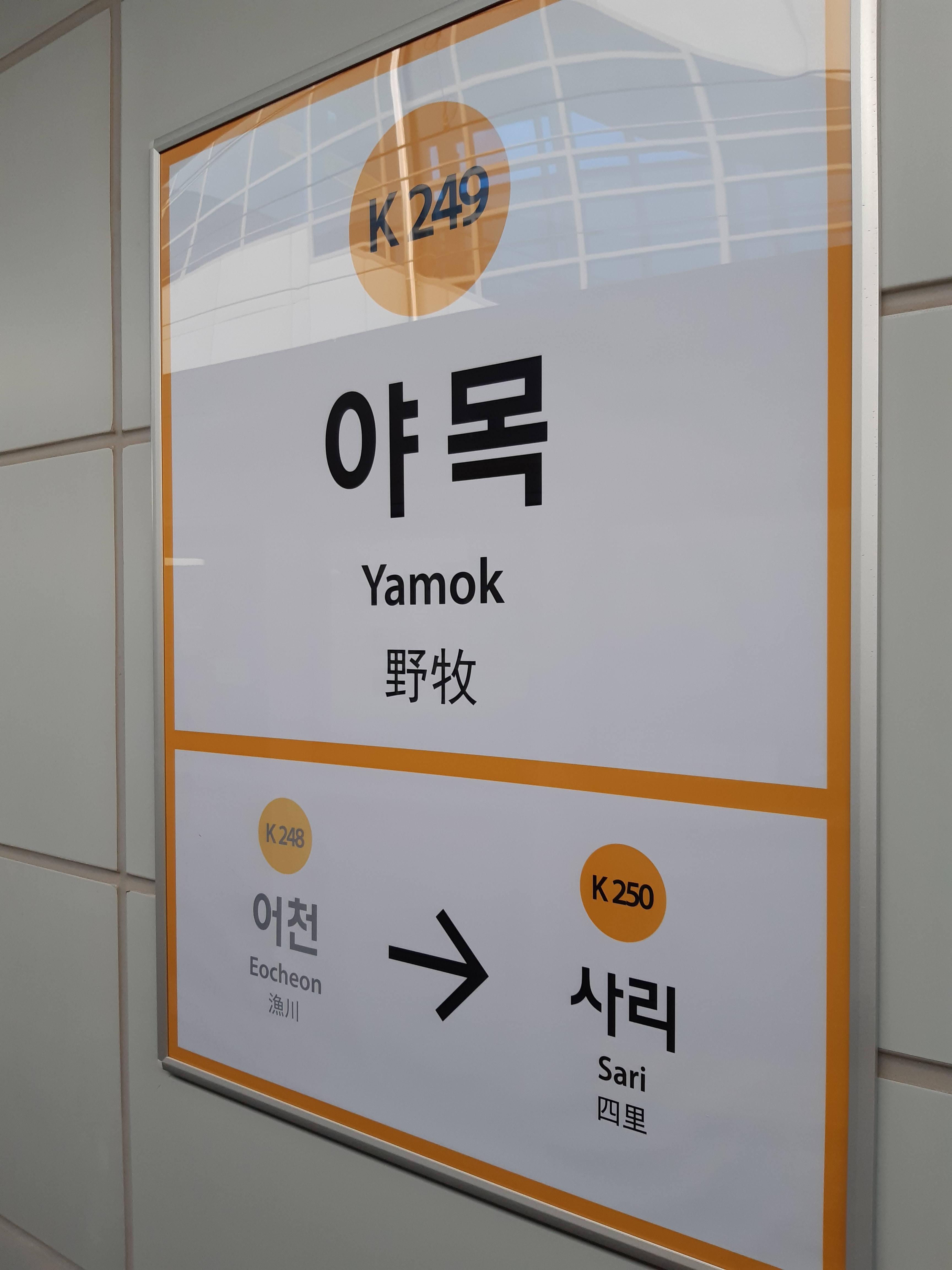
승강장 내 역명판
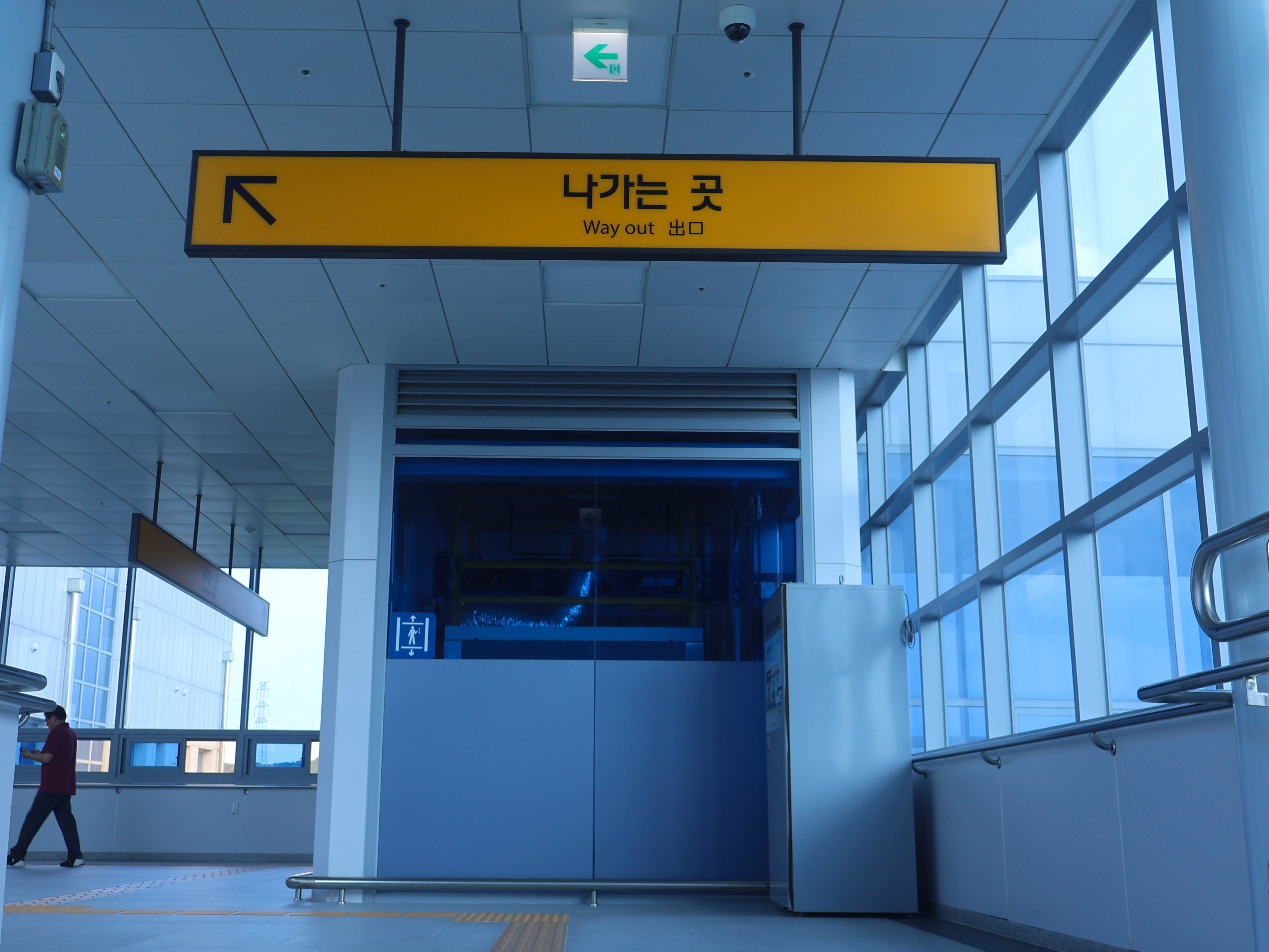
1번출구
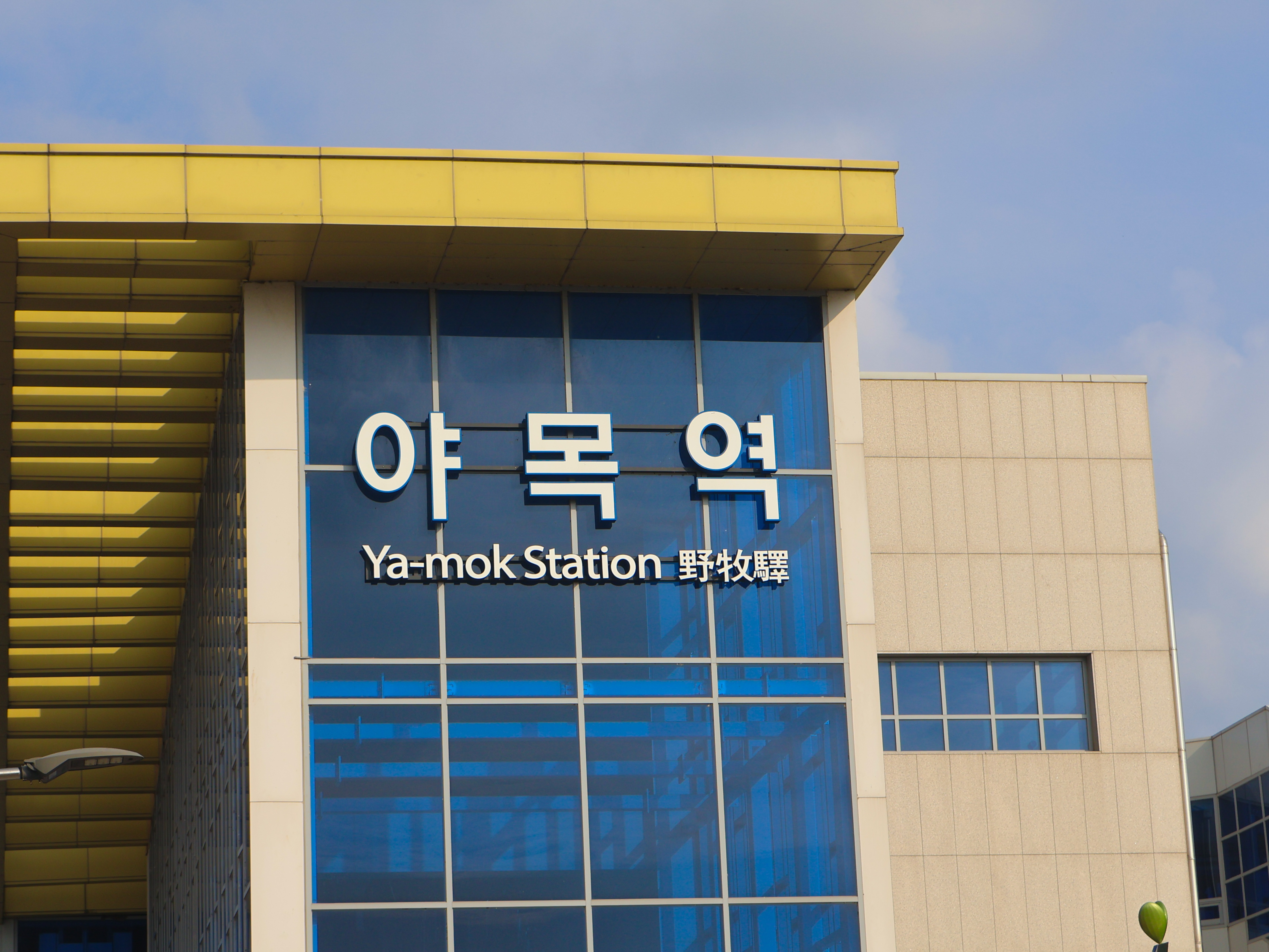
외벽 역명판
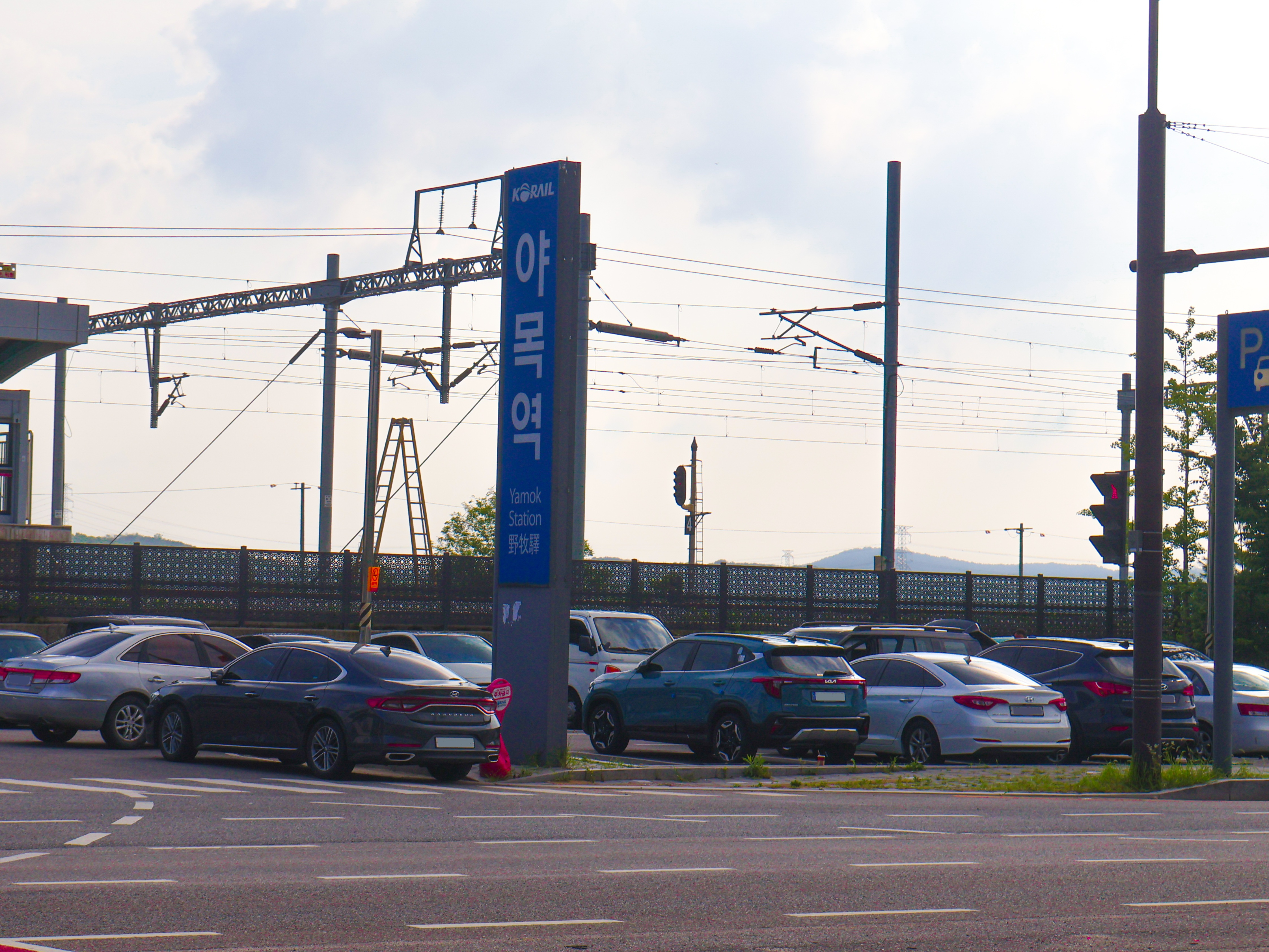
주차장
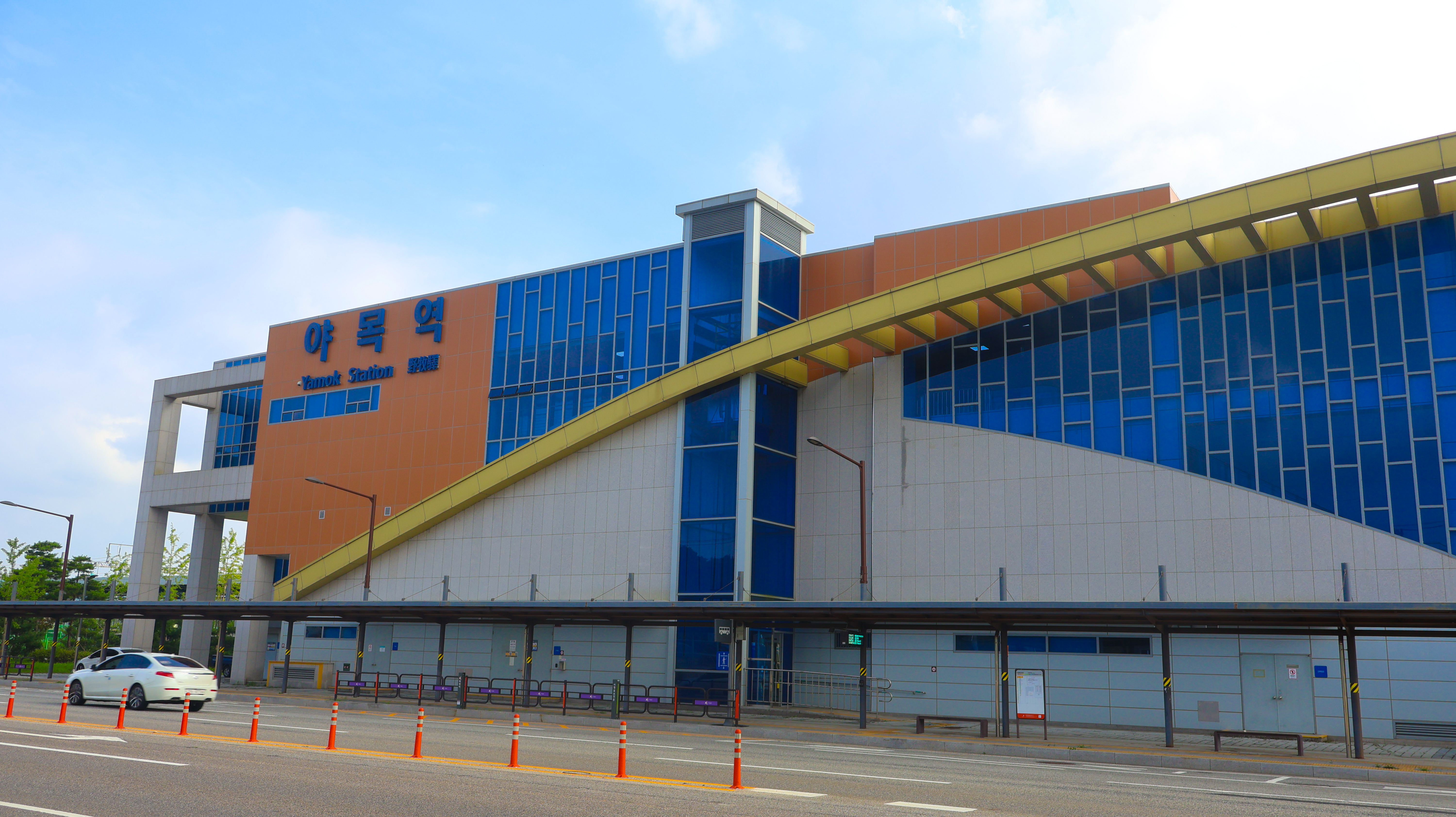
야목역 전경